# Femke Gerritse
Femke Gerritse (Rosmalen, 14 de mayo de 2001) es una deportista neerlandesa que compite en ciclismo en la modalidad de ruta. Ganó una medalla de bronce en el Campeonato Europeo de Ciclismo en Ruta de 2022, en la prueba de contrarreloj por relevos mixtos sub-23.

## Medallero internacional
| Campeonato Europeo | Campeonato Europeo | Campeonato Europeo | Campeonato Europeo                     |
| Año                | Lugar              | Medalla            | Competición                            |
| ------------------ | ------------------ | ------------------ | -------------------------------------- |
| 2022               | Anadia (Portugal)  | Medalla de bronce  | Contrarreloj por relevos mixtos sub-23 |

## Palmarés
2021
- 1 etapa de la Watersley Womens Challenge

2025
- Omloop van het Hageland
- Volta NXT Classic
- 1 etapa de la Vuelta a España